# Orsonoba
Orsonoba là một chi bướm đêm thuộc họ Geometridae.